# Michaił Iwanow (narciarz)
Michaił Piotrowicz Iwanow (ros. Михаил Петрович Иванов, ur. 20 listopada 1977 w Ostrowie) – rosyjski biegacz narciarski, mistrz olimpijski i brązowy medalista mistrzostw świata.

## Kariera
Po raz pierwszy na arenie międzynarodowej pojawił w marcu 1995 roku podczas mistrzostw świata juniorów w Gällivare, gdzie zdobył srebrny medal w sztafecie. Na rozgrywanych rok później mistrzostwach świata juniorów w Asiago zwyciężył w tej samej konkurencji, a w biegu na 10 km techniką klasyczną zajął czwarte miejsce. Ponadto podczas mistrzostw świata juniorów w Canmore w 1997 roku zdobył kolejny srebrny medal w sztafecie.
W Pucharze Świata w biegach narciarskich zadebiutował w sezonie 1996/1997. Najlepsze wyniki osiągnął w sezonie 1999/2000, kiedy to zajął 15. miejsce w klasyfikacji generalnej, a w klasyfikacji biegów długodystansowych był drugi.
Mistrzostwa świata w Trondheim w 1997 r. były jego pierwszą dużą imprezą. Zajmował tam miejsca poza pierwszą trzydziestką. Znacznie lepiej spisał się na mistrzostwach świata w Ramsau, gdzie jego najlepszym wynikiem było 9. miejsce w biegu na 10 km techniką klasyczną. Jednak swój największy sukces na mistrzostwach świata osiągnął podczas mistrzostw w Lahti, gdzie zdobył brązowy medal w biegu na 30 km stylem klasycznym. Startował ponadto na mistrzostwach w Val di Fiemme oraz mistrzostwach w Oberstdorfie, ale bez sukcesów.
W 2002 r. wziął udział w igrzyskach olimpijskich w Salt Lake City. Zdobył tam złoty medal w biegu na 50 km techniką klasyczną wyprzedzając Andrusa Veerpalu z Estonii oraz Odd-Bjørna Hjelmeseta z Norwegii. Pierwszym zawodnikiem na mecie tego wyścigu był reprezentant Hiszpanii Johann Mühlegg, lecz został zdyskwalifikowany za stosowanie dopingu. W związku z tym złoty medal przypadł Iwanowowi. Na tych samych igrzyskach zajął także 6. miejsce w sztafecie oraz 11. miejsce w biegu na 15 km stylem klasycznym. Na późniejszych igrzyskach już nie startował.

## Osiągnięcia

### Igrzyska olimpijskie
| Miejsce | Dzień     | Rok  | Miejscowość    | Konkurencja             | Czas biegu | Strata  | Zwycięzca       |
| ------- | --------- | ---- | -------------- | ----------------------- | ---------- | ------- | --------------- |
| 11.     | 12 lutego | 2002 | Salt Lake City | 15 km stylem klasycznym | 37:07,4    | +1:43,9 | Andrus Veerpalu |
| 6.      | 17 lutego | 2002 | Salt Lake City | Sztafeta 4 × 10 km      | 1:32:45,5  | +2:04,6 | Norwegia        |
| 1.      | 23 lutego | 2002 | Salt Lake City | 50 km stylem klasycznym | 2:06:20,8  | -       | -               |

### Mistrzostwa świata
| Miejsce | Dzień     | Rok  | Miejscowość   | Konkurencja             | Czas biegu | Strata  | Zwycięzca       |
| ------- | --------- | ---- | ------------- | ----------------------- | ---------- | ------- | --------------- |
| 49.     | 24 lutego | 1997 | Trondheim     | 10 km stylem klasycznym | 23:41,8    | +2:33,4 | Bjørn Dæhlie    |
| 38.     | 25 lutego | 1997 | Trondheim     | 10 km + 15 km pościgowy | 1:00:11,1  | +5:20,0 | Bjørn Dæhlie    |
| 9.      | 22 lutego | 1999 | Ramsau        | 10 km stylem klasycznym | 24:19,2    | +45,7   | Mika Myllylä    |
| 15.     | 23 lutego | 1999 | Ramsau        | 10 km + 15 km pościgowy | 1:05:54,9  | +55,5   | Thomas Alsgaard |
| 7.      | 26 lutego | 1999 | Ramsau        | Sztafeta 4 × 10 km      | 1:35:07,5  | +2:58,1 | Austria         |
| 20.     | 15 lutego | 2001 | Lahti         | 15 km stylem klasycznym | 39:26,0    | +1:55,9 | Per Elofsson    |
| 3.      | 19 lutego | 2001 | Lahti         | 30 km stylem klasycznym | 1:14:17,9  | +31,2   | Andrus Veerpalu |
| 4.      | 22 lutego | 2001 | Lahti         | Sztafeta 4 × 10 km      | 1:36:42,5  | +1:20,2 | Norwegia        |
| 17.     | 19 lutego | 2003 | Val di Fiemme | 30 km stylem klasycznym | 1:12:29,3  | +1:30,5 | Thomas Alsgaard |
| 44.     | 20 lutego | 2005 | Oberstdorf    | 2 × 15 km łączony       | 1:19:20,5  | +5:14,2 | Vincent Vittoz  |

### Mistrzostwa świata juniorów
| Miejsce | Dzień       | Rok  | Miejscowość | Konkurencja             | Wynik     | Strata  | Zwycięzca     |
| ------- | ----------- | ---- | ----------- | ----------------------- | --------- | ------- | ------------- |
| 2.      | 3 marca     | 1995 | Gällivare   | Sztafeta 4 × 10 km      | 1:51:54   | +1:23   | Włochy        |
| 4.      | 31 stycznia | 1996 | Asiago      | 10 km stylem klasycznym | 27:42,8   | +30,0   | Per Elofsson  |
| 1.      | 2 lutego    | 1996 | Asiago      | Sztafeta 4 × 10 km      | 1:50:39,4 | -       | -             |
| 12.     | 4 lutego    | 1996 | Asiago      | 30 km stylem dowolnym   | 1:33:18,9 | +6:00,8 | Fabio Santus  |
| 20.     | 12 lutego   | 1997 | Canmore     | 10 km stylem klasycznym | 26:26,9   | +1:43,0 | Bruno Carrara |
| 2.      | 14 lutego   | 1997 | Canmore     | Sztafeta 4 × 10 km      | 1:45:25,6 | +32,4   | Włochy        |
| 25.     | 16 lutego   | 1997 | Canmore     | 30 km stylem dowolnym   | 1:20:46,3 | +7:21,1 | Per Elofsson  |

### Puchar Świata

#### Miejsca w klasyfikacji generalnej
- sezon 1996/1997: -
- sezon 1997/1998: -
- sezon 1998/1999: 29.
- sezon 1999/2000: 15.
- sezon 2000/2001: 15.
- sezon 2001/2002: 47.
- sezon 2002/2003: 67.
- sezon 2003/2004: 45.
- sezon 2004/2005: 63.
- sezon 2005/2006: 161.

#### Miejsca na podium
| Nr | Dzień      | Rok  | Miejscowość | Konkurencja             | Czas biegu | Pozycja | Strata | Zwycięzca         |
| -- | ---------- | ---- | ----------- | ----------------------- | ---------- | ------- | ------ | ----------------- |
| 1. | 4 marca    | 2000 | Lahti       | 30 km stylem klasycznym | 1:13:29,3  | 1.      | -      | -                 |
| 2. | 11 marca   | 2000 | Oslo        | 50 km stylem klasycznym | 2:02:50,5  | 2.      | +17,7  | Harri Kirvesniemi |
| 3. | 20 grudnia | 2000 | Davos       | 30 km stylem dowolnym   | 1:19:33,9  | 2.      | +35,0  | Mika Myllylä      |
| 4. | 17 marca   | 2001 | Falun       | 15 km stylem klasycznym | 38:08,7    | 1.      | -      | -                 |